# Gerlachestraat
De Gerlachestraat of Straat van Gerlache is een zeestraat die de Palmerarchipel scheidt van het Antarctisch Schiereiland. De zeestraat werd verkend tijdens de Belgische Antarctische expeditie, onder leiding van Adrien de Gerlache in januari en februari 1898. Hij noemde de zeestraat Détroit du Belgica, de Belgicastraat, naar hun expeditieschip de Belgica. Later werd de naam veranderd in Gerlachestraat, naar de expeditieleider.